# Benedykt Grobelny
 Benedykt Grobelny (ur. 28 lutego 1946, zm. 27 października 2015) – generał brygady Wojska Polskiego, były szef Logistyki Pomorskiego Okręgu Wojskowego.

## Życiorys
Benedykt Grobelny urodził się 28 lutego 1946 w Wiorach k. Kutna. W 1965 rozpoczął służbę wojskową jako podchorąży w Oficerskiej Szkole Samochodowej w Pile. W 1968 promowany na podporucznika. W tym samym roku objął stanowisko dowódcy szkolnego plutonu kierowców transporterów opancerzonych SKOT i BRDM w 8 szkolnym pułku samochodowym w Chełmnie, gdzie był do 1976. Następnie został skierowany do Bydgoszczy odbywając praktykę w szefostwie służby czołgowo-samochodowej w Pomorskim Okręgu Wojskowym. Absolwent Akademii Techniczno-Rolniczej w 1976. 
W 1980 awansował na stopień majora. Po ukończeniu w 1983 Akademii Sztabu Generalnego objął stanowisko kwatermistrza, zastępcy dowódcy 9 pułku pontonowo-technicznego w Chełmnie, a następnie został wyznaczony na stanowisko szefa oddziału eksploatacji i remontu w szefostwie Służby Czołgowo-Samochodowej POW. W 1989 awansowany został na pułkownika. W latach 1990–1993 był szefem sztabu, zastępcą szefa służb technicznych POW, a po reorganizacji szefem sztabu Logistyki POW. W 1991 ukończył Podyplomowe Studium Operacyjno–Strategiczne w Akademii Obrony Narodowej w Warszawie. W 1994 został zastępcą szefa Logistyki POW, od grudnia 1995 był szefem Logistyki, zastępcą dowódcy Pomorskiego Okręgu Wojskowego. 
W 1997 był awansowany na stopień generała brygady przez prezydenta Rzeczypospolitej Polskiej Aleksandra Kwaśniewskiego. W 2002 zakończył zawodową służbę wojskową. 15 sierpnia 2002 został uhonorowany listem przez Prezydenta RP Aleksandra Kwaśniewskiego w związku z zakończeniem służby wojskowej.

## Awanse[3][4]
- podporucznik – 1968
- porucznik – 1971
- kapitan – 1975
- major – 1980
- podpułkownik – 1984
- pułkownik – 1989
- generał brygady – 1997

## Ordery, odznaczenia i wyróżnienia
- Krzyż Kawalerski Orderu Odrodzenia Polski[7].
- Odznaka pamiątkowa 7 Okręgowej Składnicy Sprzętu Inżynieryjnego i Materiałów Wybuchowych – 1999[8]

i inne.